# Geldwert
Geldwert (auch Kaufkraft; englisch monetary value) ist in der Volkswirtschaftslehre das Austauschverhältnis zwischen Geld und Gütern oder Dienstleistungen.

## Allgemeines
Geld (Bargeld, Buchgeld) besitzt unter anderem eine Wertmessfunktion, die im Geldwert zum Ausdruck kommt. Außerdem dient es als Tauschobjekt für den Kauf von Gütern und Dienstleistungen. Die Menge an Gütern oder Dienstleistungen, die für eine Geldeinheit (beispielsweise 1 Euro) durch ein Wirtschaftssubjekt gekauft werden kann, nennt man Geldwert. Wie viel Güter auf einem Markt für eine Geldeinheit erworben werden können, hängt von deren Marktpreis ab. Je höher die Preise sind, umso geringer ist die für eine Geldeinheit erhältliche Gütermenge und umgekehrt. Damit ist der Geldwert {\displaystyle G_{w}} die reziproke Größe zum Preisniveau {\displaystyle P}:
{\displaystyle G_{w}={\frac {1}{P}}}.
Steigendes Preisniveau hat sinkenden Geldwert zur Folge und umgekehrt. Erhöht sich beispielsweise der Preisindex von 100 auf 110, so sinkt der Geldwert um 9,1 % auf 90,9 % seines Ausgangswertes. Da der Nenner konstant bleibt, entspricht die Geldwertentwicklung der Wachstumsrate des Preisniveaus, also der Inflationsrate. Die Entwicklung des Geldwerts wird in Deutschland mit dem Verbraucherpreisindex für Deutschland gemessen, in Europa mit dem harmonisierten Verbraucherpreisindex.

## Geschichte
In Xenophons Denkschrift Oikonomikos werden erstmals Überlegungen zum Geldwert dargelegt. Im fiktiven Dialog zwischen Sokrates und Kritobulos wird dargelegt, dass der Preis von Edelmetallen verfällt, wenn das Angebot die Nachfrage übersteigt. Ein Überschuss an der Förderung von Bronze führt, laut Xenophon, zu einer Entwertung selbiger. Das Geld der attischen Polis, geprägte Silbermünzen, hingegen sei von dieser Entwertung ausgenommen, da die "Gier" nach Geldmitteln immer das Angebot übersteigen würde. Martin Luther nahm 1524 an, dass Preissteigerungen und damit Verschlechterungen des Geldwerts auf zinswucherische Händler zurückgeführt werden könnten, während Nikolaus Kopernikus 1526 davon ausging, dass im Krieg erbeutete Edelmetalle zur Geldvermehrung und damit zur Geldwertverschlechterung beigetragen hätten. Der „häufigste Grund, weswegen eine Münze an Schätzung verliert, ist, dass sie in zu großer Menge vorhanden ist“. Kopernikus zufolge hing der Geldwert nicht vom aufgedruckten Nominalwert, sondern vom Metallwert ab. 
Als erste Geldwerttheorie ist die 1568 von Jean Bodin geübte Kritik an Untersuchungen zu Frankreichs Teuerung zu verstehen. Hierin analysierte er offenbar als einer der ersten das zuvor noch unbekannte Phänomen der Inflation durch eine zu starke Vermehrung der umlaufenden Zahlungsmittel. Es ging hier vor allem um die Münzen, die aus dem Gold und dem Silber Amerikas geprägt wurden. Seiner Auffassung nach übersteige die Teuerung bei weitem das Ausmaß der Münzverschlechterung. 
Für Bodin standen Geldmenge und Geldwert im umgekehrten Verhältnis zueinander. Andere Faktoren wie etwa der Gebrauchswert, Produktionskosten oder der Geldbedarf blieben bei seiner Bestimmung des Geldwerts zunächst unberücksichtigt. Bernardo Davanzati kam 1588 zu dem relativierenden Ergebnis, dass nicht die Geldmenge an sich, sondern die Entwicklung ihres Verhältnisses zur Gütermenge für die Geldwertentwicklung maßgeblich sei. Aber schon William Petty versuchte 1662 den Geldwert aus den Produktionskosten der Edelmetalle zu erklären. John Locke sah 1691 als erster die Umlaufgeschwindigkeit des Geldes (englisch quickness of its circulation) als weiteren Faktor des Geldwerts an.
Insbesondere David Ricardo hob 1809 die Bedeutung der Produktionskosten für den Geldwert hervor. Er wies darauf hin, dass die Entdeckung neuer Goldminen zu einer größeren Geldmenge und damit zu sinkendem Geldwert führe. Hierin erkannte er außer der Geldmenge auch die Umlaufgeschwindigkeit und die Substitution der Barzahlung unter Kaufleuten durch Wechsel an. Ricardo gelangte zur Auffassung, dass eine Änderung im Geldwert keine Veränderung der Profitrate hervorbringe. Karl Marx trat dem in einem Brief vom 22. April 1868 an seinen Freund Friedrich Engels entgegen, denn die Profitrate (=Kapitalrentabilität) steige mit sinkendem Geldwert. Tatsächlich jedoch ergeben sich in inflationären Phasen für die Unternehmen nominale Scheingewinne, die real nicht vorhanden sind. 
Otto von Zwiedineck-Südenhorst zeigte 1909 als erster die Abhängigkeit der Kaufkraft von der Einkommensgestaltung und -bewegung in einer Volkswirtschaft. Die österreichischen Ökonomen Friedrich von Wieser (1909) und Ludwig von Mises (1911) gingen davon aus, dass mit zunehmendem Einkommen der Geldwert einer Geldeinheit abnehme. Nach John Maynard Keynes sind angebotsseitige und nachfrageseitige Geldwertdeterminanten zu unterscheiden. Er definierte 1930 den Geldwert als „die Fähigkeit des Geldes, diejenigen Güter und Dienste zu kaufen, für deren Beschaffung zu Konsumzwecken eine bestimmte Gemeinschaft von Personen ihr Geldeinkommen verausgabt“.

## Einflussgrößen
Da das Preisniveau den Geldwert beeinflusst, wirken sich Inflation und Deflation auf den Geldwert aus. Nimmt der Geldwert (oder die Kaufkraft) ab, so liegt eine Inflation vor, umgekehrt eine Deflation. Bei der Inflation spricht man auch von einer „Geldentwertung“, weil für eine Geldeinheit weniger Güter/Dienstleistungen erworben werden können. Unterliegen Wirtschaftssubjekte einer Geldwertillusion, so ignorieren oder unterschätzen sie inflatorische Effekte. Sie rechnen vielmehr damit, dass die künftigen Preise mit den aktuellen Preisen übereinstimmen werden. Der Geldwert nimmt zu (Deflation), wenn für eine Geldeinheit mehr Güter/Dienstleistungen erworben werden können. 
Weitere Einflussgröße ist die Geldmenge. Der Geldwert nimmt ab, wenn die Geldmenge und damit die gesamtwirtschaftliche Nachfrage bei konstantem Güterangebot zunimmt und umgekehrt.

## Arten
Es gibt einen inneren und einen äußeren Geldwert. Der innere Geldwert („Binnenwert des Geldes“) ist der Wert des Geldes, der rechnerisch im inländischen Preisindex zum Ausdruck kommt. Der äußere Geldwert ergibt sich durch den Devisenkurs eines Landes. Er berücksichtigt neben dem Devisenkurs auch das Preisniveau im Ausland. Stimmen der innere und der äußere Geldwert nicht überein, so ist eine Aufwertung oder Abwertung zwischen zwei Fremdwährungen erforderlich. Eine Aufwertung ist vorzunehmen, wenn der innere Geldwert im Verhältnis zum äußeren Geldwert zu hoch ist und deshalb der Außenwert durch einseitige Wechselkursänderung heraufgesetzt (die inländische Währung aufgewertet) wird und umgekehrt. Weisen die unterschiedlichen Währungen nach Auf- oder Abwertung durch ihre Wechselkurse denselben Geldwert auf, spricht man von Kaufkraftparität. Innerhalb des Euroraumes und der EU wird der Kaufkraftstandard (KKS) in Form einer fiktiven Währung verwendet, über die der Euro mit einem Prozentwert zum europäischen Mittelwert in das nationale Preisniveau umgerechnet werden kann.

## Sonstiges
Das Wort Geldwert kann auch als attributives Adjektiv benutzt werden, etwa in der Form geldwerter Vorteil.